# サンフランシスコの地区

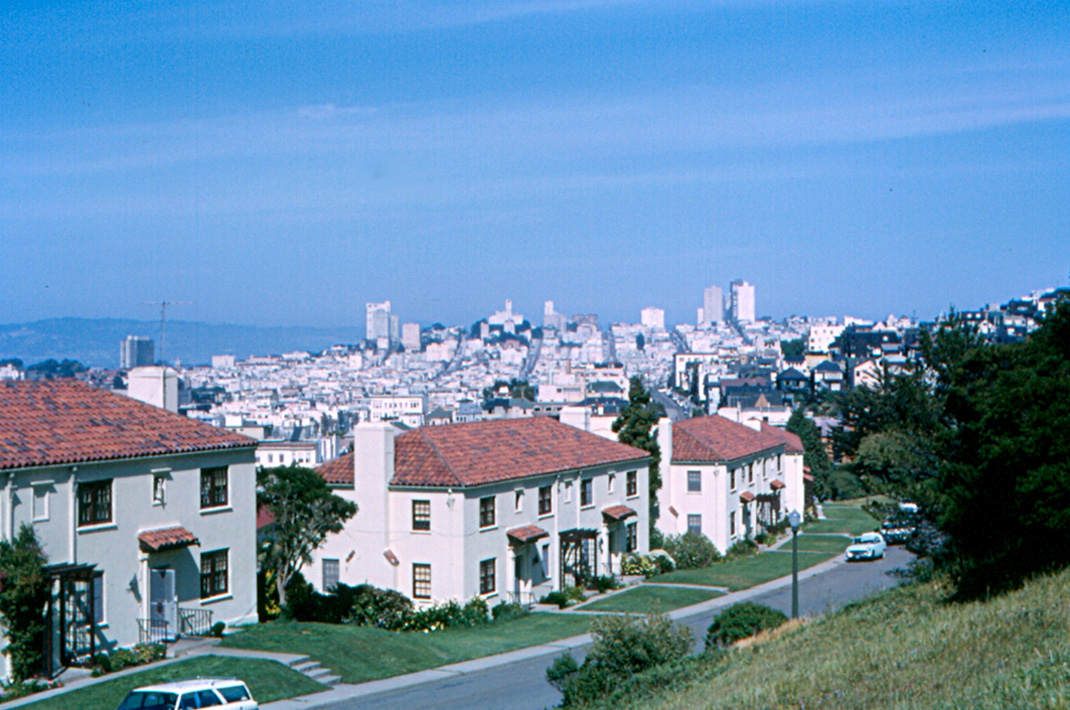
プレシディオ公園からの眺め

サンフランシスコの地区（サンフランシスコのちく、英語: Neighborhoods in San Francisco）は、米国カリフォルニア州サンフランシスコ内で地理的に主要で有名な地区（Neighborhood）、またより小規模で特定のサブセクションや開発地域がある。
サンフランシスコ計画局は36の地区を正式に特定している。 これら36の公式地区内には多数の小地区があり、その中には歴史的な地区もあれば、重複している地区もある。
これらの地区全体を、あるガイドブックでは5つの主要な地域に分類していて、反時計回りに挙げると次の通り。
- 中心地域（ダウンタウン）
- リッチモンド地域
- サンセット地域
- アッパーマーケット地域（南中央）
- バーナルハイツ・ベイビュー地域 (南東)。

これら5つの地域のそれぞれには、主要な地区があり、それにも情報源によって流動性が見られる。
サンフランシスコの一部の地区は、正式に「サンフランシスコの文化地区」として指定されているものもある。

## サンフランシスコの地区一覧
サンフランシスコの地区一覧と各地区の簡単な説明が、上記の英語版にある。
原語のABC順に、
- Alamo アラモ地区

・
- Fisherman's Wharf フィッシャーマンズワーフ (サンフランシスコ)
- Japantown ジャパンタウン (サンフランシスコ)
- Mission District ミッション地区
- Nob Hill ノブ・ヒル
- Russian Hill ロシアン・ヒル

・
- Yerba Buena ヤーバ・ブエナ

などがある。

## 参照項目
- サンフランシスコの地勢
- サンフランシスコの市街
- サンフランシスコの道路（英語版）